# Szári (település)
Szári (perzsául ساری) egy provinciális jogokkal rendelkező város Mázandaránban, Iránban, az Elburz hegység és a Kaszpi-tenger között. Lakossága nagyjából 568 000 fő. Területe 5 km². A Szászánidák idejében  (3–7. század) alapították. Szári Irán egyik turisztikai és kulturális központja.

## Története
A Hutto barlangban folyt ásatások eredményei arra engednek következtetni, hogy Szári környékén már a Kr. e. 7. évezred környékén is letelepedett éle folyt. Hamdolláh Mosztufi középkori muszlim történész írásai Szári alapítását Tahmúrasz sah uralkodásának idejére teszi. A városlakók történelmi folklórja szerint a várost a 4. évezred fordulóján alapították, mikor Kaveh kovács felkelést indított a területet megszálló Zahhák ellen.

## Lakosság
A lakosság főleg perzsákból, törökökből, kurdokból, afgánokból és türkménekből áll.